# Hip Soul
Hip Soul — студійний альбом американської джазової органістки Ширлі Скотт, випущений у листопаді 1961 року лейблом Prestige Records.

## Опис
Записаний 2 червня 1961 року на студії Van Gelder Studio в Енглвуд-Кліффс (Нью-Джерсі).
Альбом став дебютним для Скотт, записаним разом зі своїм чоловіком, тенор-саксофоністом Стенлі Террентайном (який зазначений як Стен Тернер для уникнення проблем з контрактом) та його тріо.

## Список композицій
1. «Hip Soul» (Стенлі Террентайн)  — 6:31
2. «411 West» (Бенні Голсон)  — 6:31
3. «By Myself» (Діц, Шварц)  — 5:59
4. «Trane's Blues» (Джон Колтрейн) — 4:56
5. «Stanley's Time» (Стенлі Террентайн)  — 4:22
6. «Out of This World» (Гарольд Арлен, Джонні Мерсер)  — 11:18

## Учасники запису
- Ширлі Скотт — орган
- Стенлі Террентайн [як Стен Тернер] — тенор-саксофон
- Герб Льюїс — контрабас
- Рой Брукс — ударні

Технічний персонал
- Есмонд Едвардс — продюсер